# Ґеорґі Дімчев
Ґеорґі Дімчев — болгарський офіцер, активіст національно-визвольного руху болгарів у Егейській Македонії під час Другої світової війни.

## Життєпис
Дімчев народився в 1916 році в околицях Янниці, в селі Бозець, захопленому Грецією в 1913 в родині діяча ВМОРО, воєводи Димо Дімчева.
У 1919 Дімо Дімчев загинув у битві з грецькими андартами у своєму будинку в Бозці разом із дружиною та матір'ю. Вижив лише маленький Ґеорґі. Його усиновили співвітчизники, які в 1924 емігрували до Болгарії і оселилися спочатку в Айтосі, а згодом у Бялі . У 1928 помер його другий батько, і сім'я жила в бідності.
За допомогою своїх знайомих Ґеорґі Дімчев поїхав до Софії, де навчався у Третій софійській чоловічій гімназії, працюючи офіціантом. У 1936 закінчив середню школу. Після цього, будучи солдатом болгарської армії, вступив до школи офіцерів запасу. Згодом закінчив військове училище і став льотчиком-винищувачем, а пізніше — інструктором з авіації. Ще студентом Дімчев брав активну участь у визвольному русі македонських болгарів і був членом організованої корпорації «Шар» та македонських студентських гуртків. У 1937 Дімчев був одним із засновників та керівників Таємної македонської організації «Нова македонська боротьба» (1937–1944).

### Під час Другої світової війни
У 1942 Дімчев залишив військову авіацію і вступив на юридичний факультет Софійського університету.
У серпні 1943 з Дімчевим зв'язався Димитар Цилев, який переконав його зустрітися з керівником колишньої ВМРО Іваном Михайловим у Загребі.
Михайлов запропонував йому організувати в Греції македонську молодіжну бригаду для охорони, яка захищала болгарське населення від нападів грецьких націоналістів та комуністів від Народно-визвольної армії Греції (ЕЛАС).
У липні 1944 під безпосереднім контролем офіцерів з Ваффен-СС Дімчев організував у регіоні Воден болгарську роту з 5000 чоловік, озброєну зброєю, покинутою італійською армією, що здалася.
2 серпня 1944 вперше у Водені річницю Ілінденського повстання святкували вільно. Підняли бойовий прапор роти і склали присягу добровольцям. Під впливом дедалі швидшого розвитку подій на фронтах Балканів, Дімчев запропонував командуванню встановити контакт з партизанами ЕЛАС. Такий контакт був встановлений 25 серпня 1944. Дімчев запропонував об'єднати роту з батальйоном і боротися за незалежну Македонію. Командування батальйону запропонувало охоронній роті роззброїтись, а партизани приєднатися до батальйону або розформуватися. Ґеорґі Дімчев категорично відкидає це прохання, а також їхню тезу про те, що населення складали не болгари, а македонці.
Одночасно Дімчев зустрівся та поспілкувався з представниками EAM. Під час зустрічі було знову обговорено македонське питання, при цьому представник EAM висловився за цілісність Греції, а Дімчев — за незалежну Македонію. Оскільки знову не було досягнуто згоди, переговори були перервані. Тож Дімчев шукає зв'язку з Іваном Михайловим у Загребі. Однак архітектор-кур'єр Борис Огнянов впав на міну і загинув, і спроба контакту була невдалою. У серпні 1944 британська розвідка на Балканах намагалася зв'язатися з Ґеорґі Дімчевим та домовитись, але він відмовився. У цій ситуації командування Воденського загону вирішило вивести його на позицію очікування на горі Каймакчалан. Ця інформація була використана ELAS і передана німцям. Таким чином, 11 вересня приміщення загону було заблоковано німцями та роззброєно. 12 вересня за допомогою британської авіації ELAS напав на Воден. У цій ситуації німці повернули зброю роті, і вона брала участь у відбитті партизанів.
Після початку виведення німців на північ наприкінці вересня Дімчев через Софію виїхав у Салоніки. Тут він зустрівся з колишніми членами ВМРО і йому було наказано повернутися до Водена та перевести війська до Скоп'є з огляду на плани створення Незалежної Республіки Македонія під егідою Німеччини. По дорозі до Водена його заарештували у Велесі партизани Йосипа Броз Тіто і жорстоко побили, після чого передали грецьким партизанам. Він був ув'язнений у Салоніцькій в'язниці Беяз Куле, звідки був звільнений після заступництва Великої Британії та виїхав до Болгарії, де в березні 1945 був заарештований комуністами і провів 5 років у трудових таборах.
Помер у 1980 у Софії.
Дімчев залишив три папки спогадів «У колисці мук — в Македонії з німецькою армією 1941—1944». Деякі з них опублікував Іван Гаджев.

Перед смертю він писав:
Сега аз се чувствам морално удовлетворен, че нашите разбирания за българския характер на Македония са приети от обществото, в което живеем. А това е по-важно от всичко.